# Przezierka pokrzywianka
Przezierka pokrzywianka (Anania hortulata) – gatunek ćmy z rodziny wachlarzykowatych, występujący w Europie, również w Polsce, i w Ameryce Północnej.
Rozpiętość skrzydeł tego motyla waha się 24–28 mm. Ćma ta lata w miesiącach od czerwca do lipca w zależności od miejsca występowania. Larwy żerują na czyśccu i mięcie, dorosłe osobniki na pokrzywach.